# ペスタロッチ・フレーベルハウス

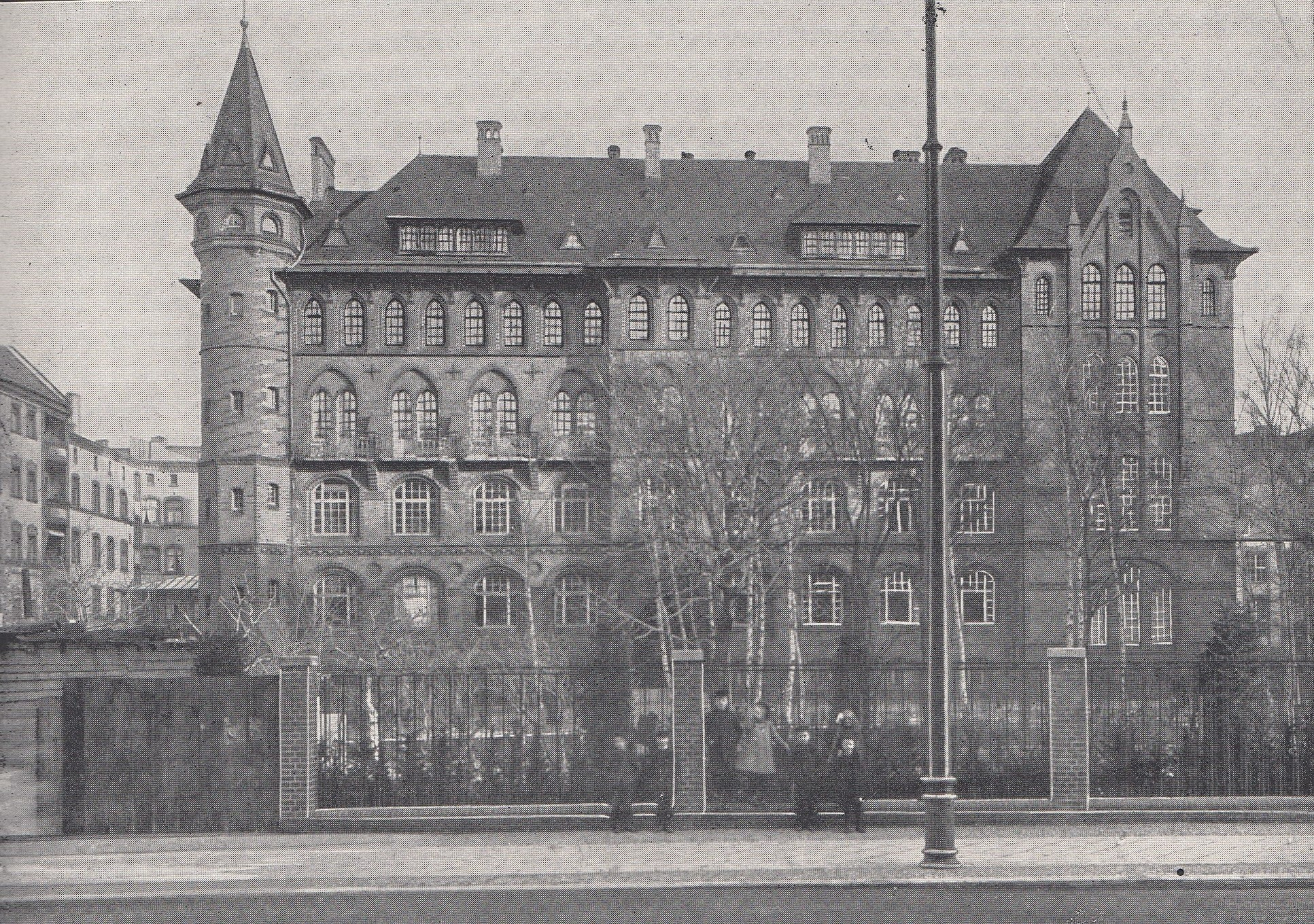
1908 年頃のペスタロッチ・フレーベル ハウス

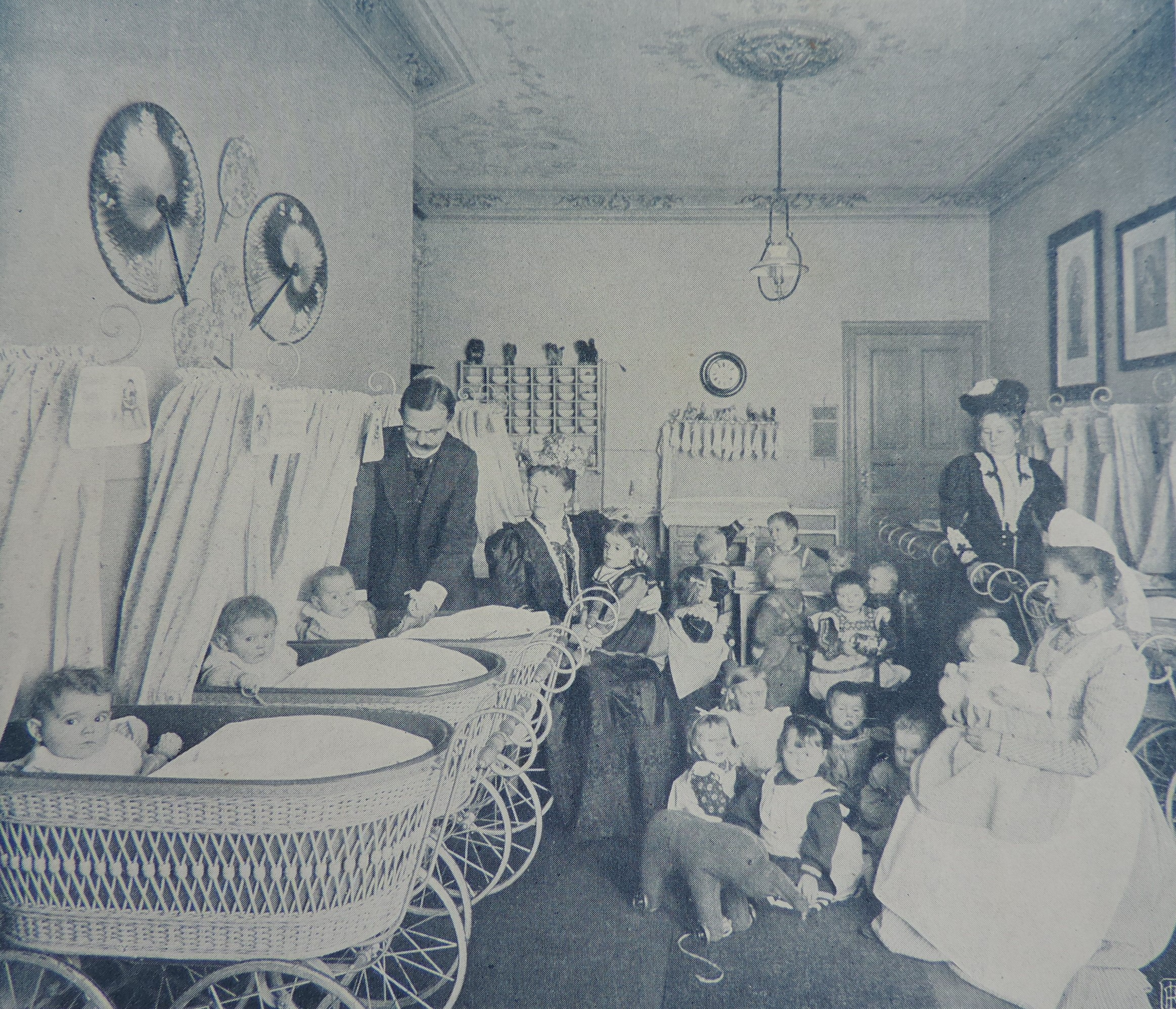
1907 年当時の施設の中にあった託児所T

ペスタロッチ・フレーベルハウス(ドイツ語: Pestalozzi-Fröbel-Haus、略称PFH )は、1882年に設立された。ドイツで幼児教育の教師を養成し始めた最初の学校の一つであり、ベルリンで女性が専門的な訓練を受けることができた最初の機関の一つでもあった。 子供を1人の個人として教えることを信条としていた。

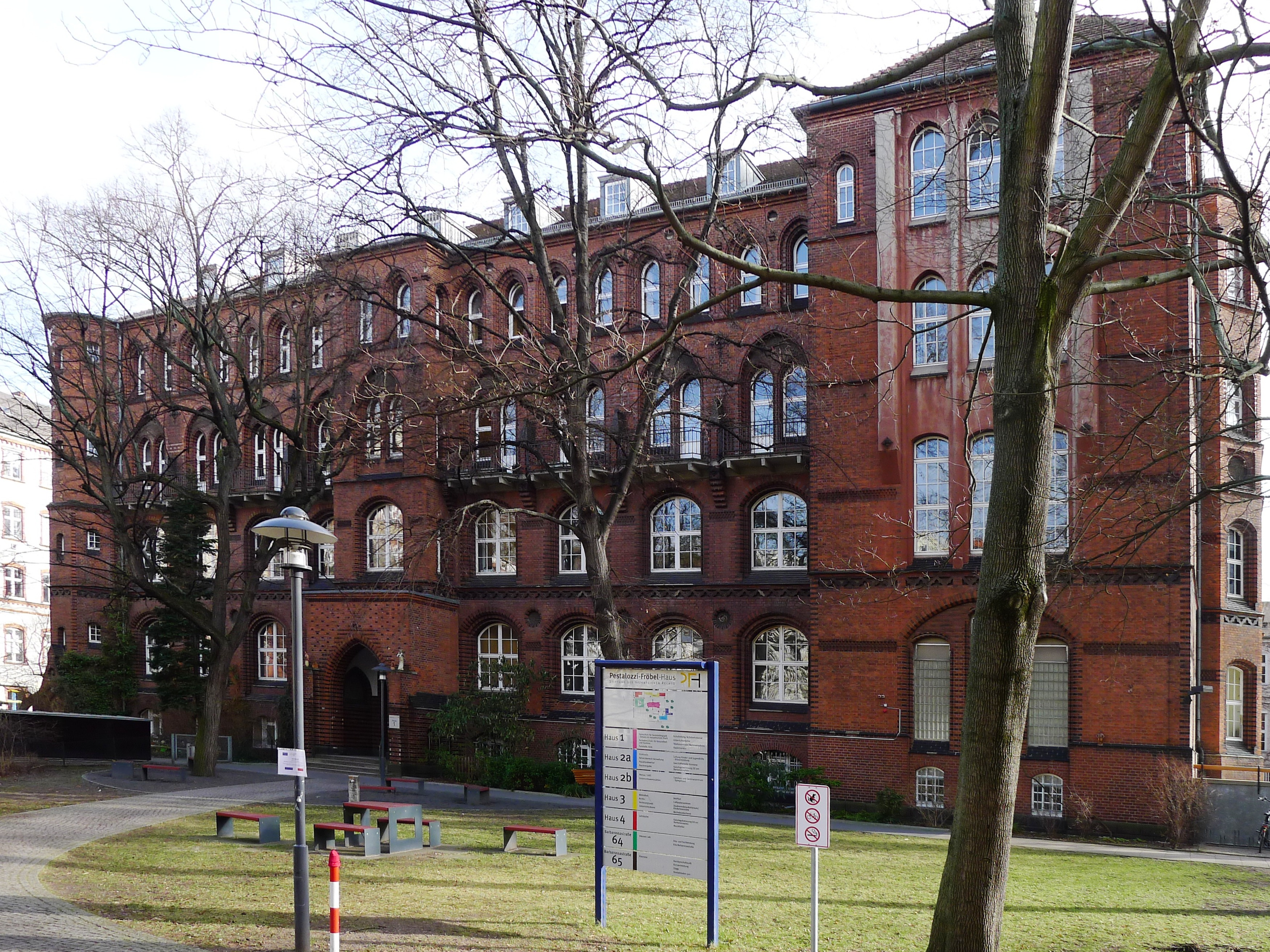
今日のペスタロッチ・フレーベルハウスの本館(Haus 1)

## 歴史
この施設は1882年にヘンリエッテ・シュレーダー＝ブライマンとアネット・ハミンク＝シェペル(Annette Hamminck-Schepel)によって設立された。 
しかし、この施設はフリードリヒ・フレーベルともう一人の教育者ヨハン・ハインリヒ・ペスタロッチにちなんで名付けられた。ヘンリエッテ・シュレーダー＝ブライマンは「実践による学習」(learning by doing)、幼稚園での遊びの価値、自然をテーマにした遊び、そして通常の家庭の仕事を重視することを強調した。スウェーデン初の幼稚園教師はペスタロッチ＝フレーベルハウスでシュレーダー＝ブライマンによって訓練された。
アメリカにおけるその影響は、1880年にアメリカ教育ジャーナルに賛辞が掲載されたことから始まった。しかし、ドイツの考え方は、 スタンレー・ホールとケイト・ダグラス・ウィギンが提案したアメリカのアプローチの影響力を補完するものだった。シカゴのエリザベス・ハリソンは、ドイツ人教師が実践しているのを見た考え方を知るために、1889年にベルリンを訪れた。彼女はこの旅行を利用して、自分の保育園をシカゴ幼稚園訓練学校に改築した。
キャロライン・ビショップとジュリア・ロイドがここで研修を受けたことで、この学校の影響はイギリスにも広まった。ロイドは1888年から1896年まで断続的にこの学校に通っていた。この学校は今日もベルリンで保育者養成を行っている。

## 所在地
Karl-Schrader-Straße 7-8, 10781 Berlin-Schöneberg, ドイツ
最寄りの地下鉄駅は、Kleistparkである。

## 今日の組織と施設
PFH は管理委員会によって管理されており、専門学校、児童青少年福祉、管理部門の其々の責任者がいる。雇用主はベルリン教育・青少年・家族担当上院議員サンドラ・シーレスである。これらの機関の活動は、ベルリン下院の選出された議員で構成される理事会によって管理されている。
PFH は独立した非営利団体であり、ドイツ社会福祉協会( Paritätischen Wohlfahrtsverband )に加盟する公法に基づく機関でもあるため、公務員を雇用することが可能である。
PFH の現在の施設には以下が含まれる。
- ヨーロッパで有名な社会教育の専門学校

- 医療と福祉サービスの専門学校

- 託児所(Kindertagesstätten) - これは、保育園（Kinderkrippe）と幼稚園（Kindergarten）をまとめて総称したもので、略称はKita。

- 学校の終日エリア(Ganztagsbereiche an Schulen)

- ファミリーセンター/近隣センター/多世代ホーム

- オープンな児童・青少年活動

- 家族カウンセリング(Familienberatung)

- 学校における青少年ソーシャルワーク

- 小中学校と連携した職場教育の実施

- 治療的青少年居住グループ/デイグループ

2001 年に、アーリー エクセレンス( Early Excellence)教育概念がPFH に導入され、現在ではすべての PFH 施設がこの概念に従って機能している。アーリー・エクセレンスの取り組みは、当初はシラー通り児童・家族センターで始まり、その後、他の保育園、小学校の終日エリア、ファミリー センター、社会教育専門学校、および施設に属するその他すべての施設で行われている。このアプローチの中核となる考え方は PFH にとって新しいものではないが、当初からその伝統に根付いている。 PFH の設立以来、ホリスティックな初等教育、各児童の個性と家族背景の考慮、遊びの中での、そして遊びを通しての学習が、包括的な教育機関の教育コンセプトの中心となってきた。
「ペスタロッチ・フレーベル協会（Pestalozzi-Fröbel-Verband、PFV）」（バルバロッサ通り、フレーベル・グルッペとは無関係）は、この学校と友好的な関係を維持している。